# 岐頭鳳儀宮
岐頭鳳儀宮，臺灣澎湖縣廟宇，白沙鄉岐頭村公廟，鎮海澳角頭廟，主祀蘇府王爺，係清領時期乾隆年間由金門新頭伍德宮分祀而來。

## 沿革
「岐頭」位於澎湖北山嶼至東側，與離島員貝嶼隔海相對，村落東側有一凸出的小山丘，名曰「岐山」（俗名「太仔頂」），聚落則位於岐山前頭，故而得名；聚落分作大岐頭和小岐頭，其中大岐頭開發較早，約明代萬曆年間即有陳姓移民遷入，嗣後人口漸眾，遂分居自聚落小丘西側山腳下，即小岐頭，俗稱崎仔腳。
岐頭自清領時期隸屬「澎湖廳鎮海澳」管轄，兼轄員貝嶼，史載「岐頭社」。日治時期改屬「頂山澳務署」，作「岐頭鄉」、大正九年（1920年），全台行政區大幅變動，岐頭鄉名稱不變，改隸「白沙庄」。:186-1951945年二戰之後，行政單位由「鄉」改成「村」，岐頭、員貝、小赤（崁）被合併為「三民村」，實施地方自治後始獨立一村，延續迄今。:186-195
岐頭鳳儀宮碑載創建為乾隆年間，佐以廟內典藏文物「靈昭顯應」匾敬獻落款於乾隆辛丑年（即乾隆四十六年、1781年）佐證，頗有可信之據；而開基主神為岐頭先人於乾隆朝之時，赴往金門新頭社（金門伍德宮），迎奉蘇府王爺而來，供奉至今。岐頭鳳儀宮的修建次數不詳，清領時期、日治時期悉數失載，廟中另有「海嶽威震」一匾落款於道光壬辰年（道光廿二年、1842年），殆可能因當年度有重建工程而獻。
現今鳳儀宮廟宇外貌肇建於民國62年（1973年）的重建工程，該次重建蒙郭猛贊等三位信善捐地，民國60年（1971年）五月興工，民國62年（1973年）八月竣工，同年十月舉辦落戎入火大典，工程費用計為新台幣四十餘萬元，修建落成碑誌乃委請瓦硐鄉紳方思溫（白沙鄉瓦硐村人）撰寫。
民國72年（1983年），岐頭鳳儀宮擴建東西兩側廂房，其中東廂房由本村弟子集資鳩建，西廂房則由旅外有成的企業家陳乃輝捐獻而成。
民國95年（2006年），岐頭鳳儀宮集資新台幣一百二十萬餘元，進行重修，有碑記為證。

## 圖輯

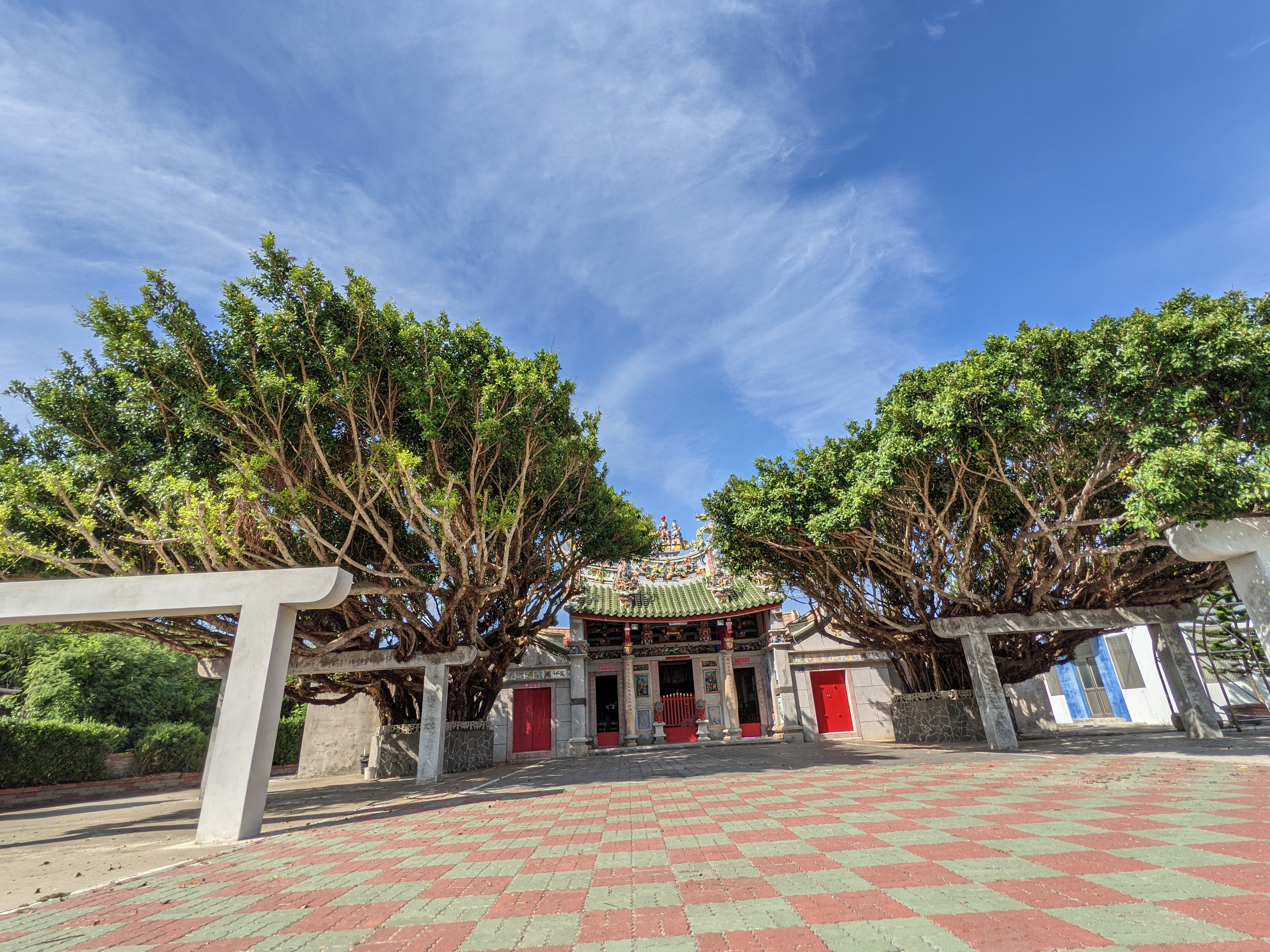
廟埕
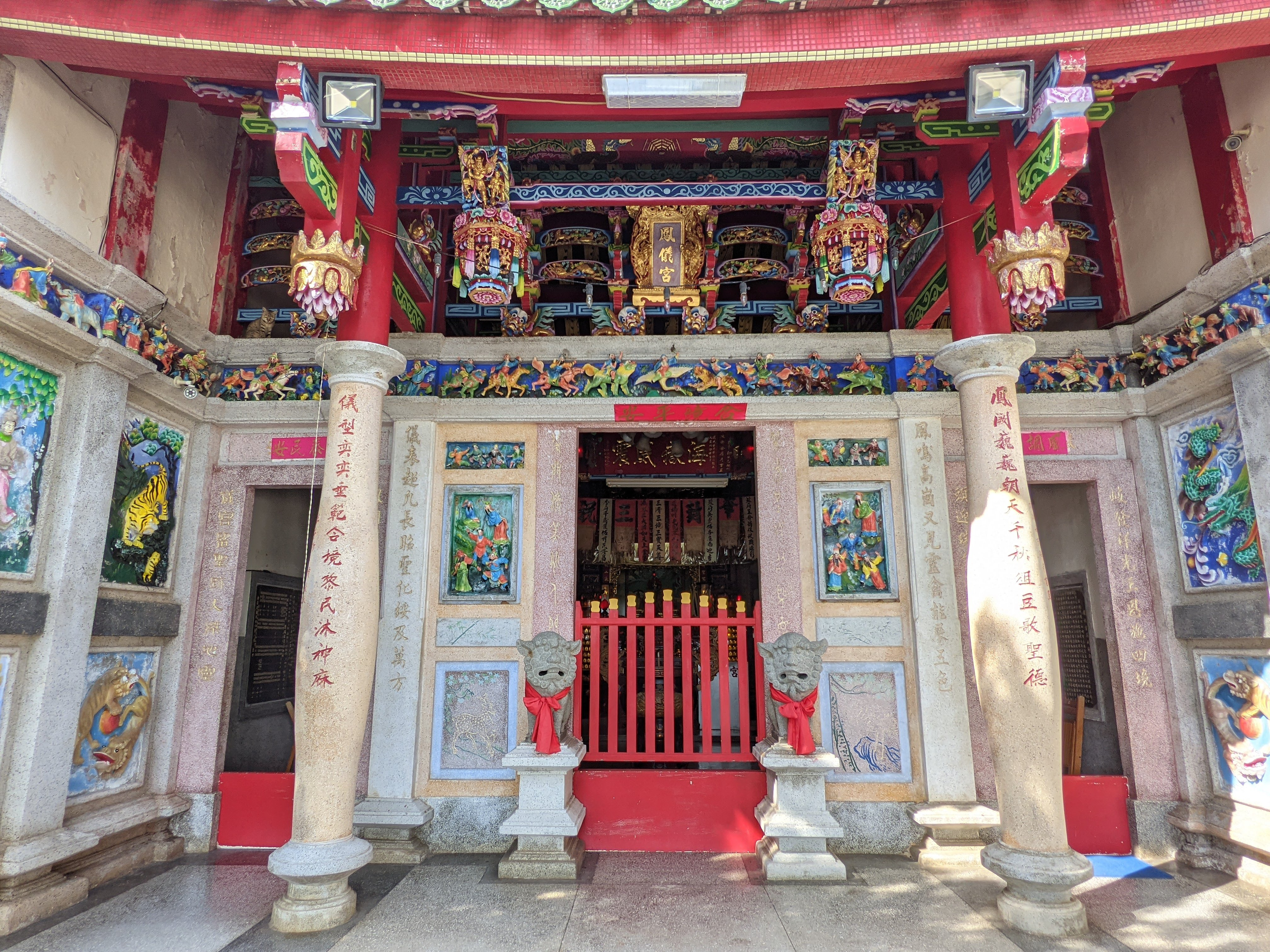
山門、楹聯、雕塑
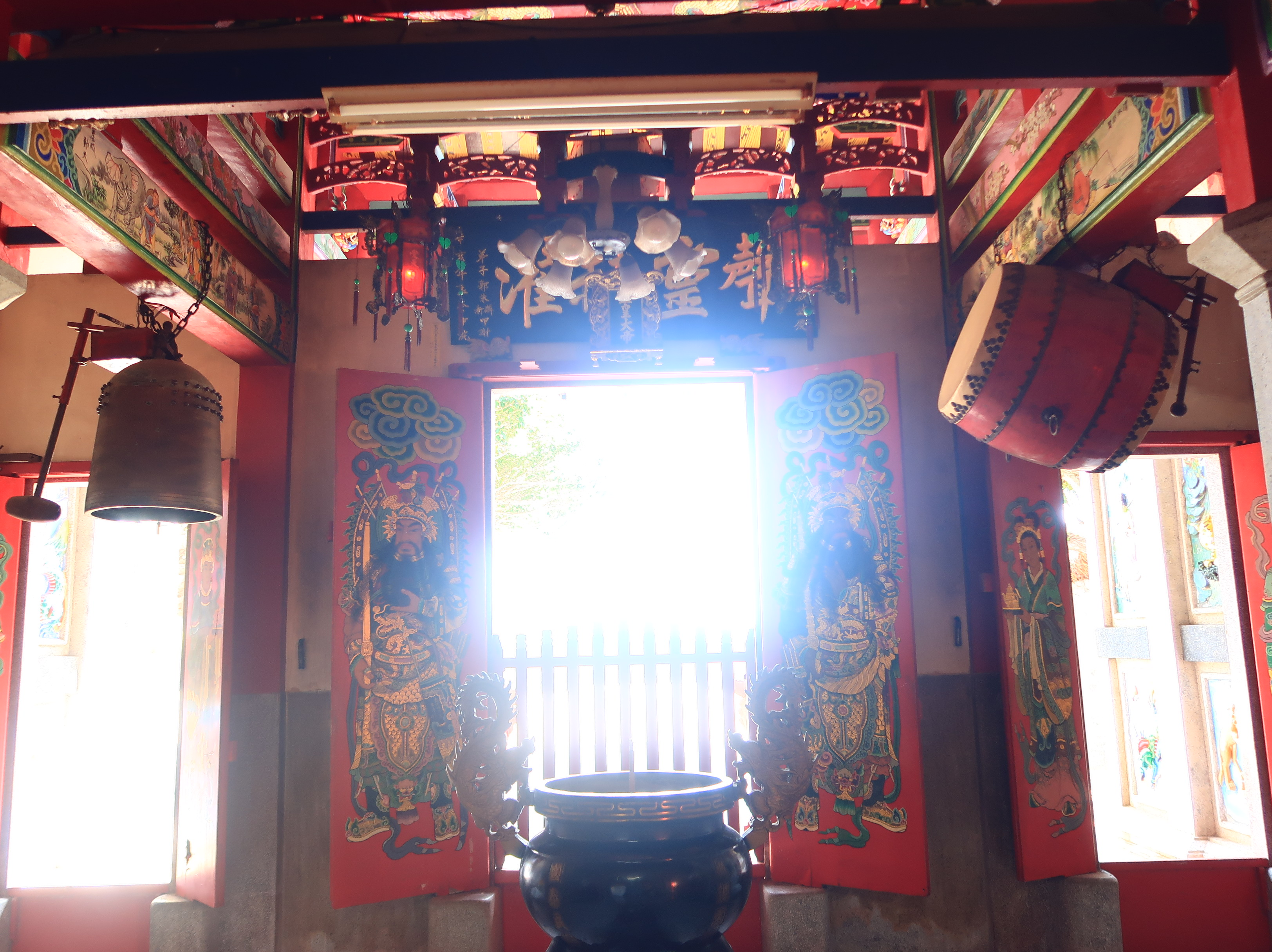
門神、鐘鼓、天公爐
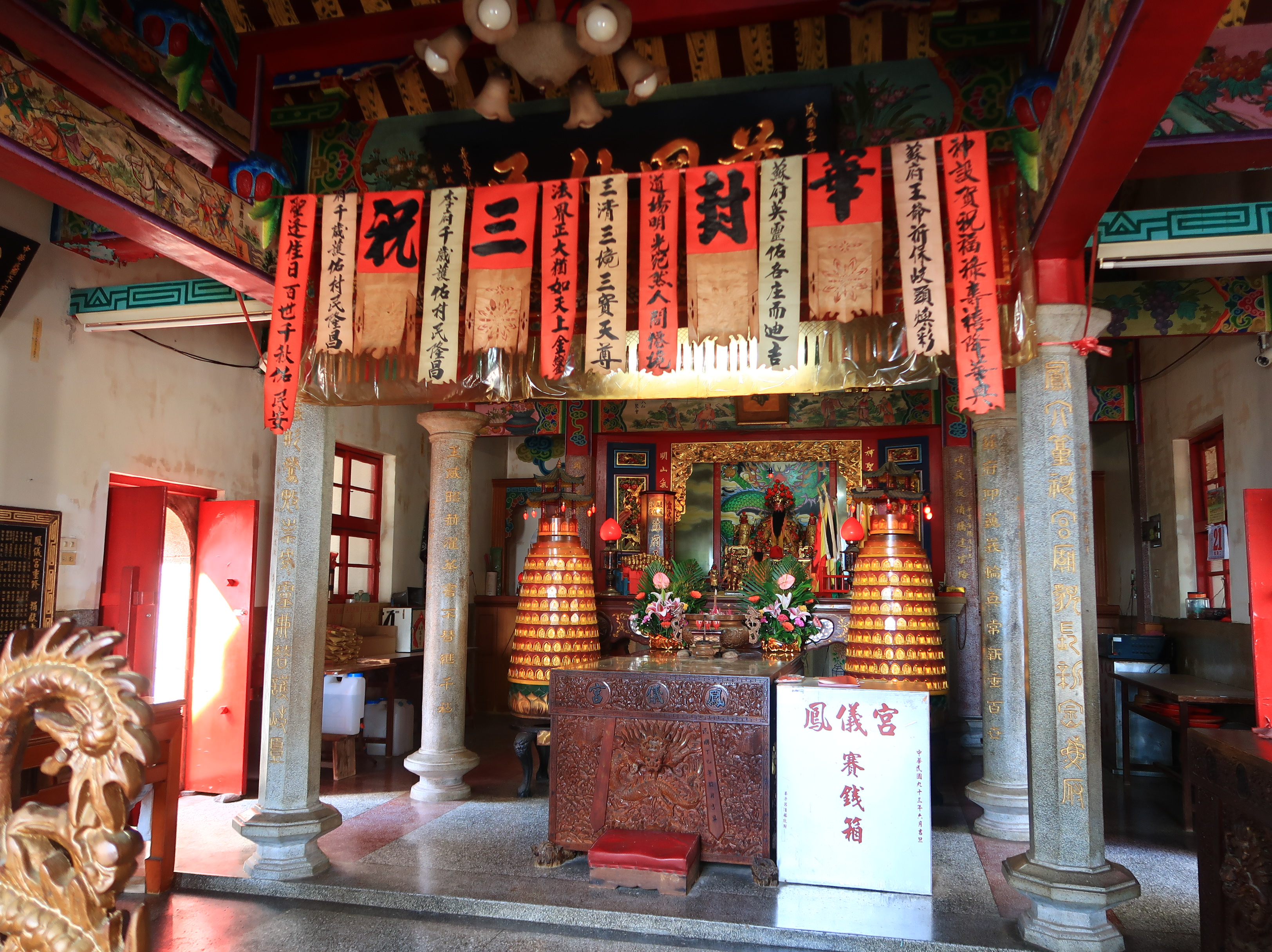
神明廳
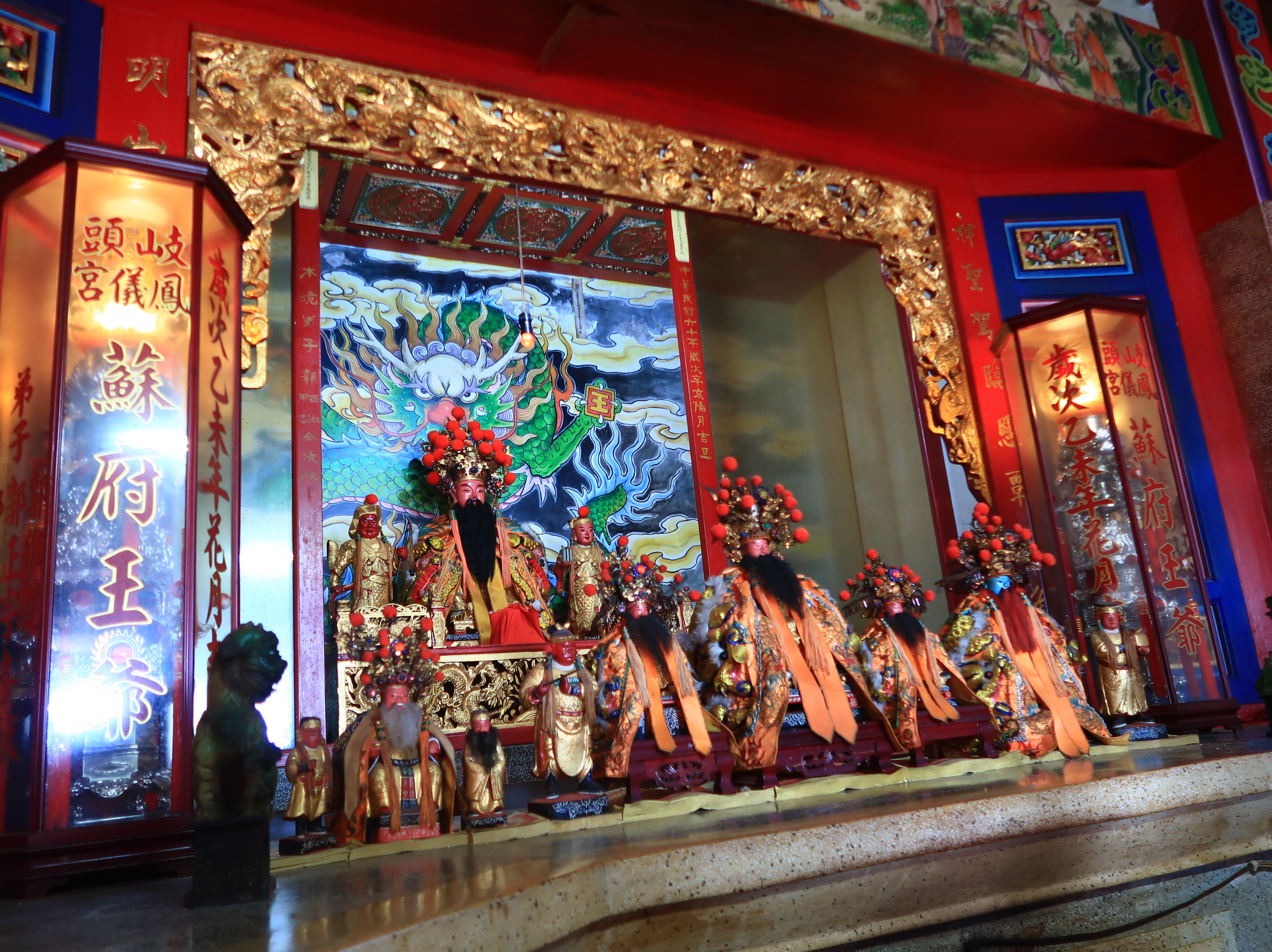
蘇府王爺神龕
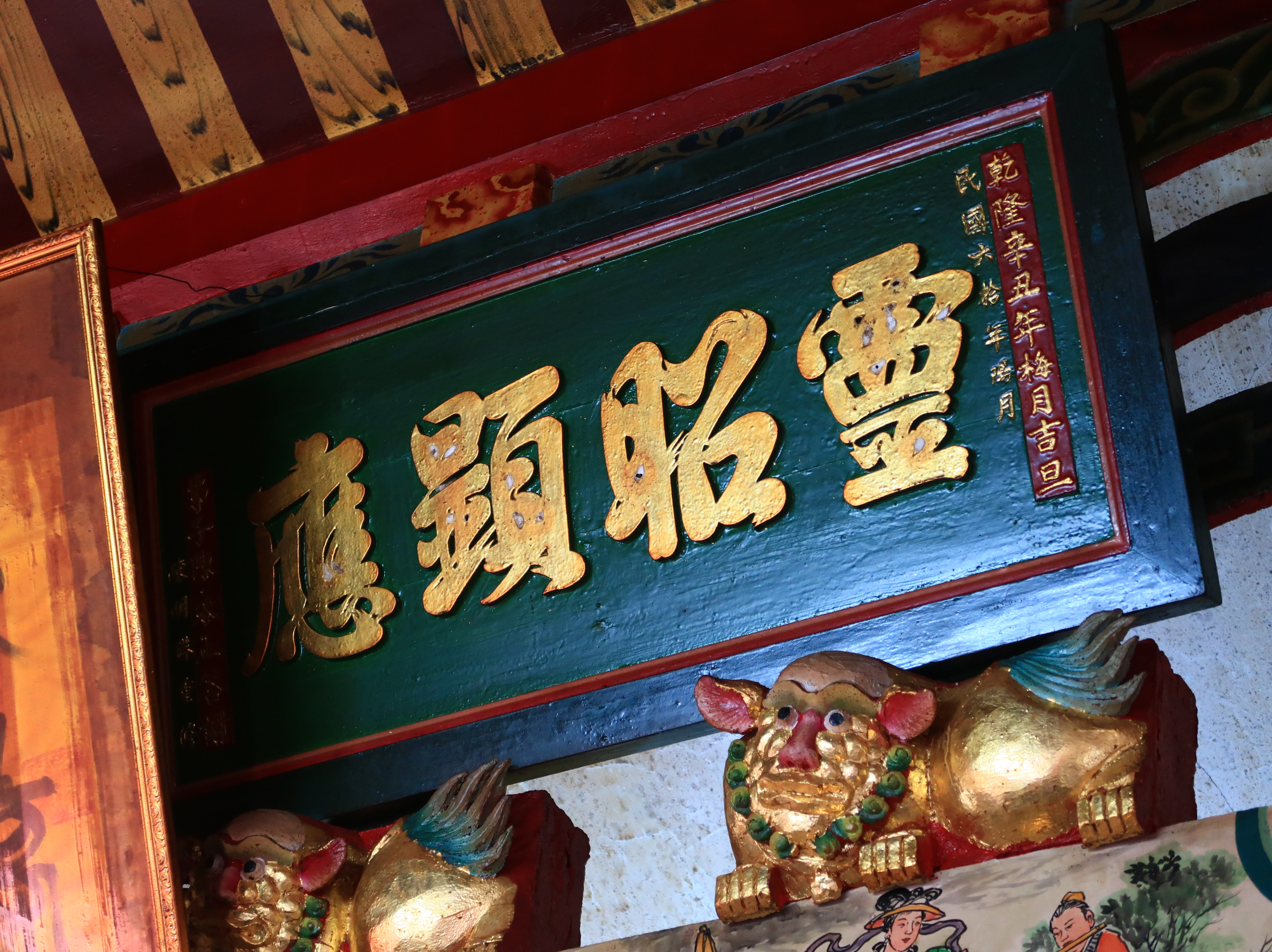
靈昭顯應匾